# Stållöpare
Stållöpare (Carabus glabratus) är en skalbaggsart som beskrevs av Gustaf von Paykull 1790. Stållöpare ingår i släktet Carabus, och familjen jordlöpare. Arten är reproducerande i Sverige.

## Bildgalleri

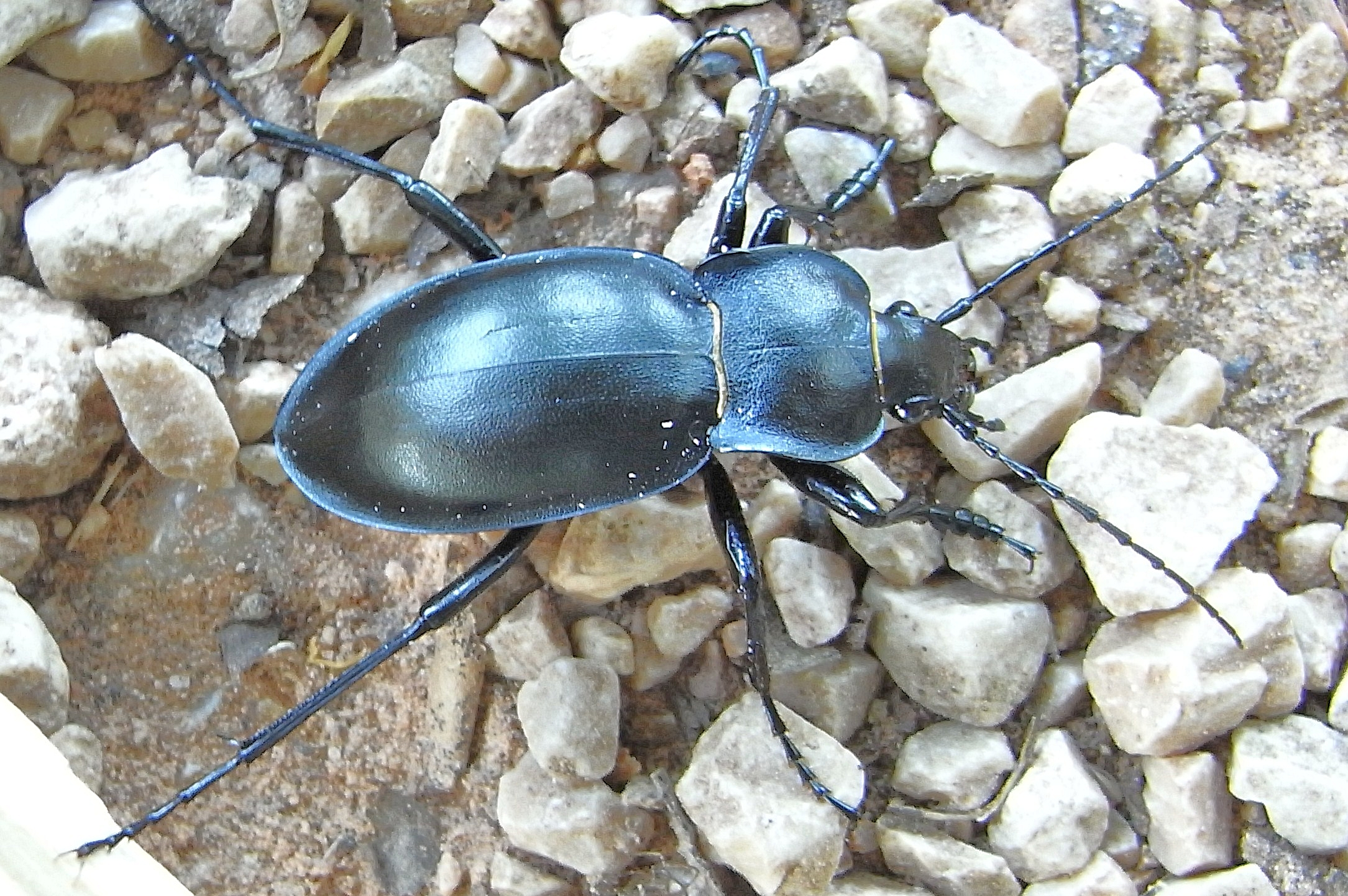
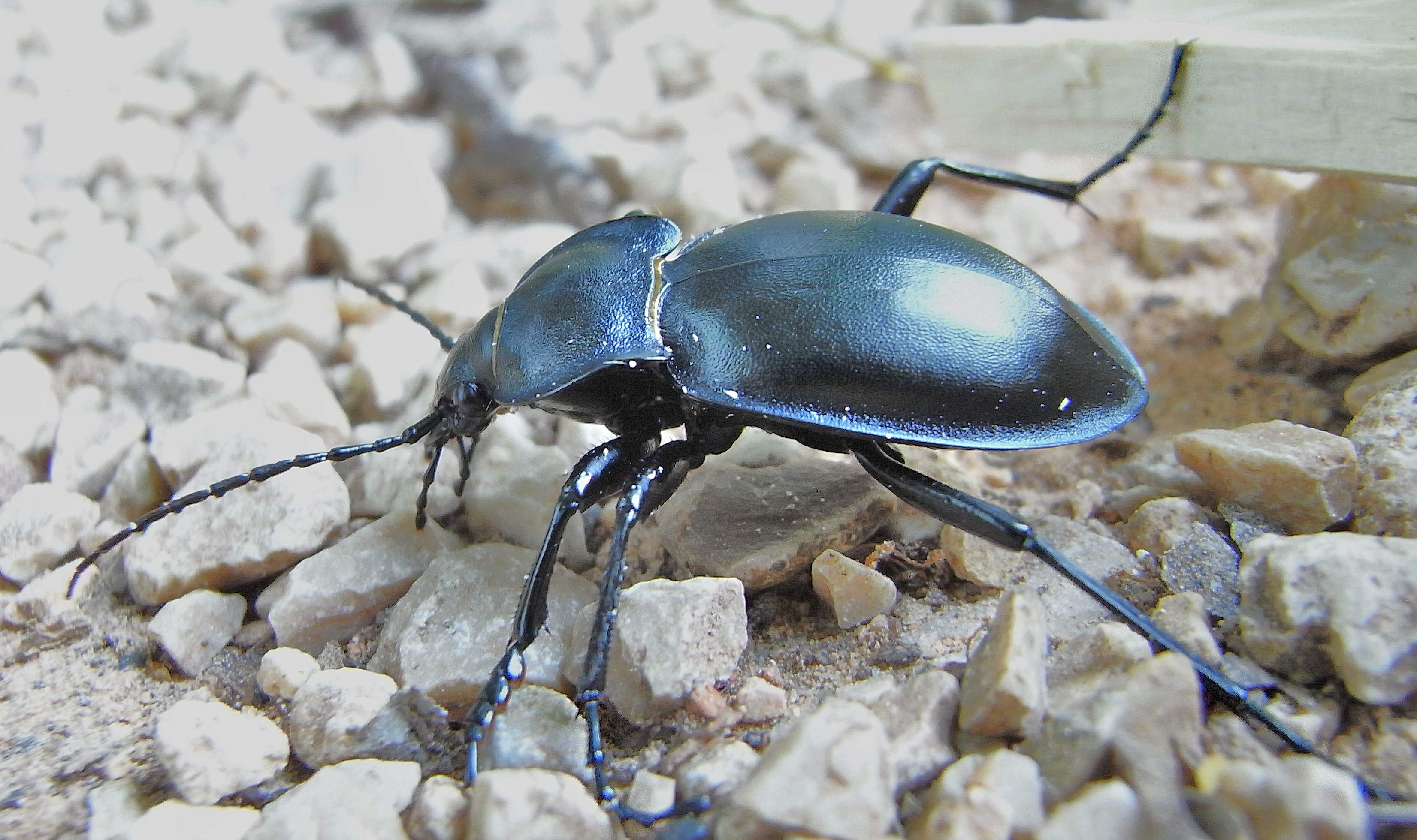
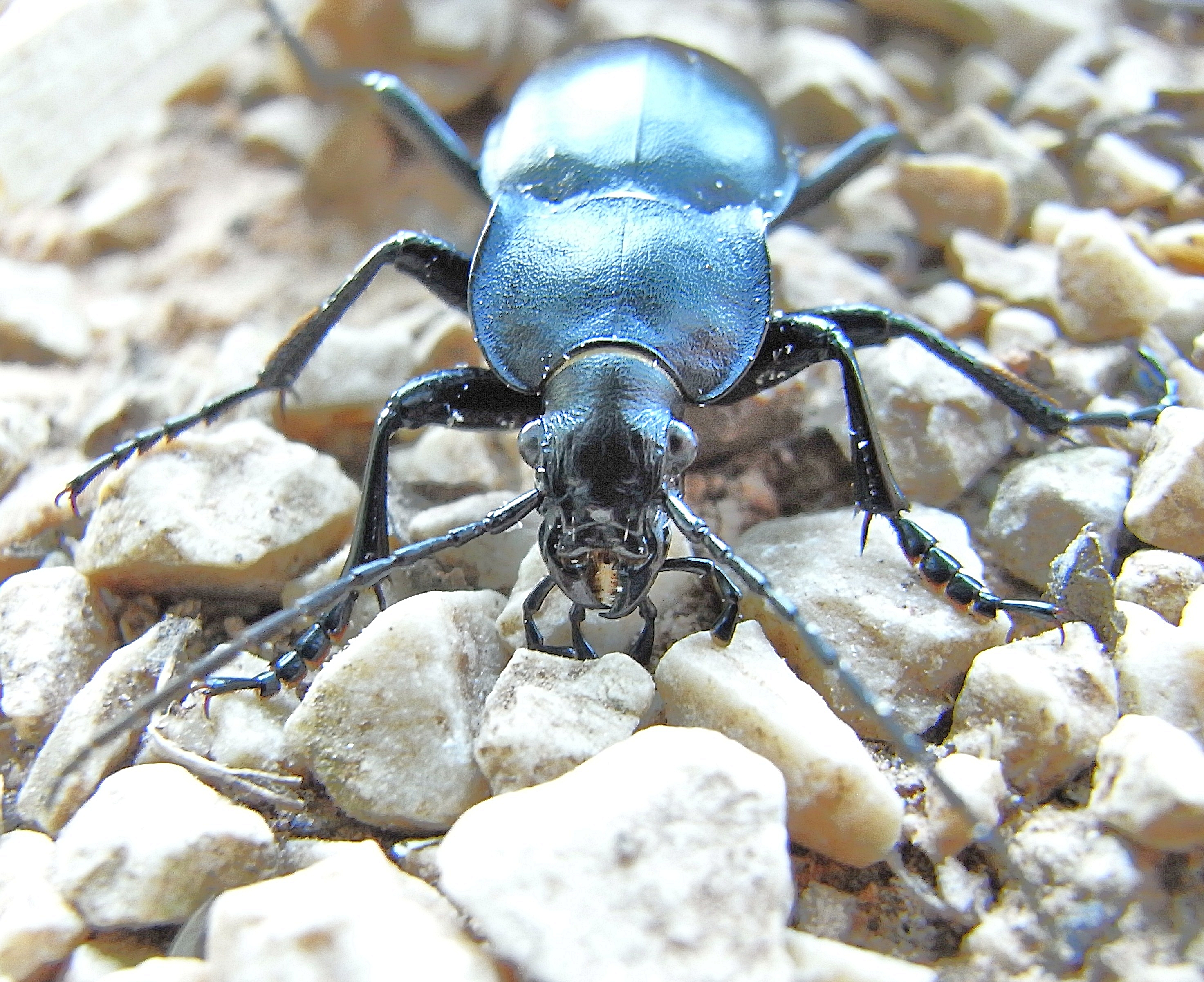
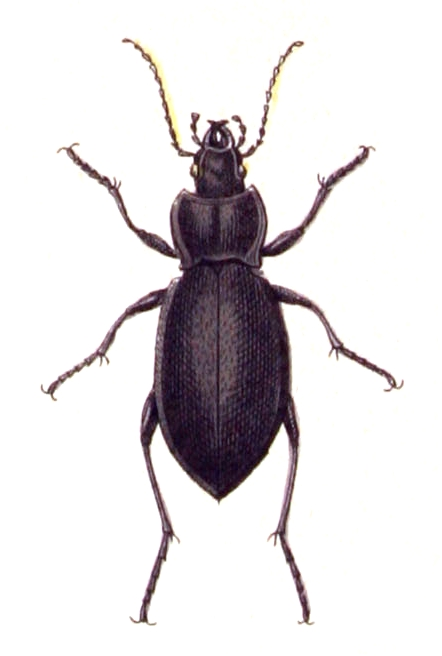